# Isak Rosén
Isak Rosén, född 15 mars 2003 i Stockholm, är en svensk professionell ishockeyspelare vars moderklubb är Leksands IF. Rosén draftades för NHL år 2021 i runda 1 nummer 14 för Buffalo Sabres, men spelar för Rochester Americans i AHL.